# 柏乡镇
柏乡镇是中国河北省邢台市柏乡县下辖的一个镇。

## 行政区划
柏乡镇下辖前三里村、后三里村、石家庄村、入才庄村、凌家桥村、北关村、北街村、西街村、南街村、东街村、南关村、张家庄村、路家庄村、方鲁村、东刘村、西刘村、赵庄村、东路村、西路村、赵家庄村、刘家场村、巨鹿庄村、南阳村、北阳村、北滑村、南滑一村、南滑二村、小南滑村、小南阳村、东北鲁村、西北鲁村、朵村、南孙村、北孙村。